# Tetraglenes nimbae
Tetraglenes nimbae là một loài bọ cánh cứng trong họ Cerambycidae.